# Scream Aim Fire
También existe una canción llamada Scream Aim Fire.
Scream Aim Fire es el segundo álbum de estudio del grupo de metalcore galés Bullet for My Valentine. La banda declaró que este álbum es considerablemente más pesado que el álbum previo, The Poison. Scream Aim Fire posee menos gritos que su predecesor, en parte debido al problema que Matt Tuck tuvo en las cuerdas vocales.[cita requerida]

## Listado de canciones
1. "Scream Aim Fire" – 4:26
2. "Eye of the Storm" – 4:02
3. "Hearts Burst Into Fire" – 4:57
4. "Waking The Demon" – 4:07
5. "Disappear" – 4:05
6. "Deliver Us from Evil" – 5:58
7. "Take It Out On Me" (Feat. Benji Webbe of Skindred) – 5:52
8. "Say Goodnight" – 4:43
9. "End of Days" – 4:18
10. "Last to Know" – 3:17
11. "Forever & Always" – 6:46

## Acoustic
1. "Forever And Always" -- 04:16
2. "Say Goodnight" -- 03:14
3. "Hearts Burst Into Fire" -- 03:56

## Posicionamiento

### Sencillos
| Año  | Título                   | Posiciones       | Posiciones    | Posiciones     | Posiciones         | Posiciones           |
| Año  | Título                   | UK Singles Chart | UK Rock Chart | US Modern Rock | US Mainstream Rock | German Singles Chart |
| ---- | ------------------------ | ---------------- | ------------- | -------------- | ------------------ | -------------------- |
| 2007 | "Scream Aim Fire"        | 34               | 1             | 26             | 16                 | 58                   |
| 2008 | "Hearts Burst Into Fire" | 66               | 1             | —              | 22                 | 99                   |
| 2008 | "Waking The Demon"       | —                | 1             | —              | 39                 | —                    |

### Álbum
| Listas (2002)            | Posición |
| ------------------------ | -------- |
| Australian Albums Chart  | 4        |
| US Billboard 200         | 4        |
| UK Albums Chart          | 5        |
| Finnish Albums Chart     | 8        |
| Austrian Albums Chart    | 3        |
| Irish Albums Chart       | 10       |
| Swedish Albums Chart     | 5        |
| French Albums Chart      | 38       |
| Japanese Albums Chart    | 15       |
| New Zealand Albums Chart | 29       |
| Swiss Albums Chart       | 18       |
| German Albums Chart      | 3        |
| World Albums Chart       | 4        |

## Créditos
- Matthew Tuck - Voz, guitarra.
- Michael Paget - Guitarra.
- Jason James - Bajo, coros.
- Michael Thomas - Batería.